# Nister (Sieg)
Die Nister, auch Große Nister genannt, ist ein knapp 64 km langer, orographisch linker und südlicher Zufluss der Sieg, der in den beiden  rheinland-pfälzischen Landkreisen Westerwald und  Altenkirchen verläuft.

## Name
Die Nister wird im Jahr 879 erstmals urkundlich genannt. Der Name setzte sich ursprünglich zusammen aus der germanischen Endung -stra- und vermutlich *nit- mit der Bedeutung 'Strömung, strömen' als Bestimmungswort.

## Geographie

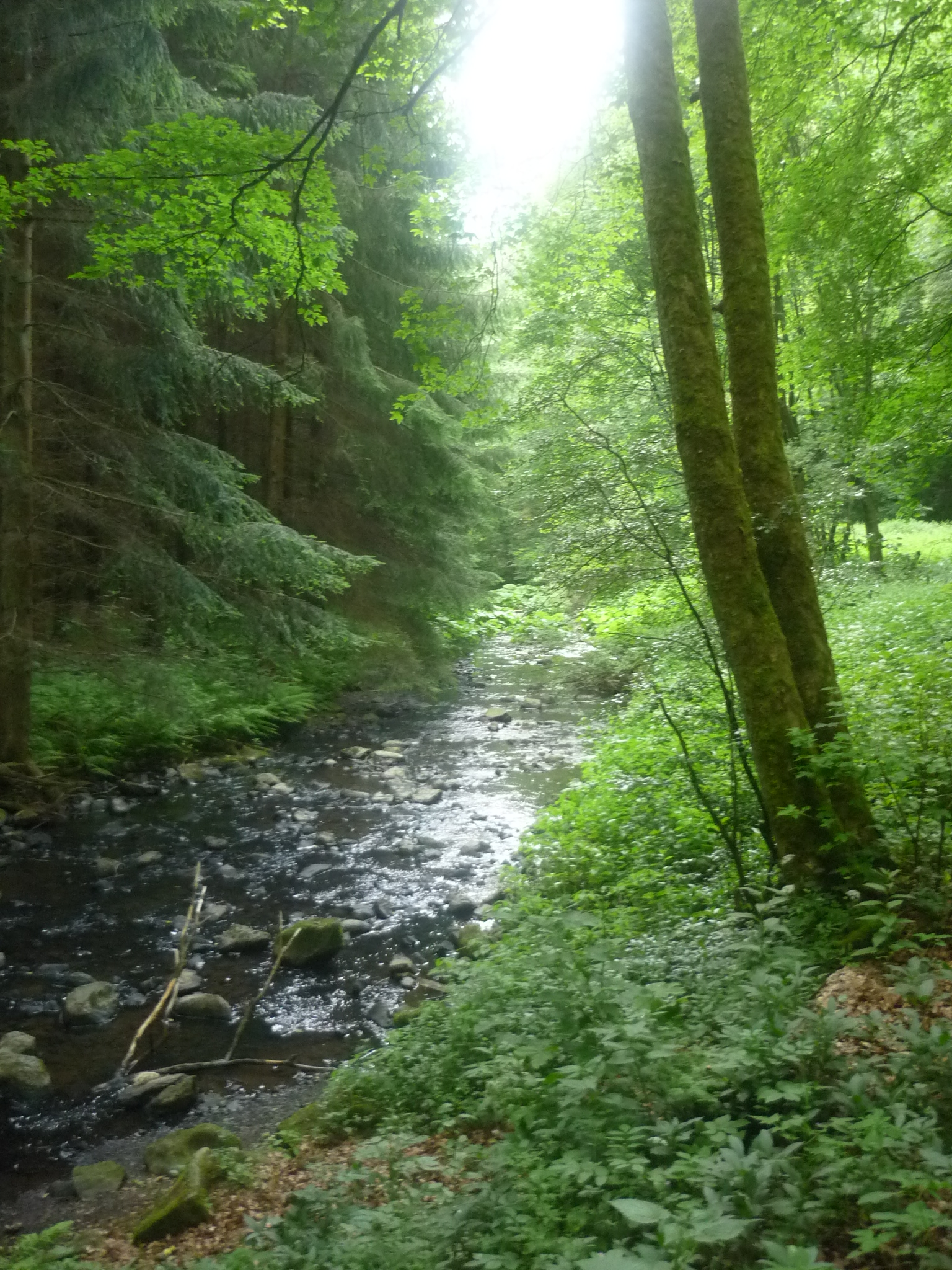
Schwarze Nister in der Bacher Lay bei Bad Marienberg

### Quelle
Die Nister entspringt im Hohen Westerwald am Westfuß der Fuchskaute, dem mit 657 m ü. NHN höchsten Berg des Westerwalds. Ihre Quelle befindet sich bei der kleinen Ortschaft Willingen auf einer Höhe von 563 m ü. NHN, etwa 1,7 Kilometer nordwestlich des Gipfels der Fuchskaute, 800 Meter östlich von Bretthausen und einen Kilometer südwestlich von Löhnfeld, knapp nordöstlich der Hauptstraße Willingens (der Mittelstraße) in einer kleinen Wiese, die auf allen Seiten von Straßen bzw. Wegen umgeben ist.

### Verlauf
Von der Quelle ab fließt die Nister erst wenige Kilometer in südliche Richtung, dann wendet sie sich in überwiegend nordwestlicher Richtung durch den Westerwald. Direkt unterhalb ihrer Quelle nimmt sie schon einige Zuflüsse aus Bewässerungskanälen aus den umliegenden Wiesen auf. Nachdem sie kleinere Orte wie Nister-Möhrendorf und Emmerichenhain (dort nimmt sie den Breitenbach auf, der auch die Breitenbachtalsperre speist), macht sie, bevor sie Neustadt passiert, einen Bogen nach Nordwesten. In Neustadt nimmt sie rechtsseitig den Finkelbach auf, und etwas unterhalb von Neustadt rechtsseitig den Roßbach.
Anschließend passiert sie Fehl-Ritzhausen südlich und fließt etwas nordöstlich des Schönberger Weihers vorbei. Nach einigen Kilometern Fließstrecke und Durchqueren der Ortschaft Hahn, nimmt sie in Bad Marienberg–Langenbach rechtsseitig die Schwarze Nister auf, welche am Stegskopf entspringt. Von dort fließt sie in südwestliche Richtung weiter, bis sie bei Hahn–Hardter Mühle linksseitig den Alten Dreisbach aufnimmt. Etwas weiter nimmt sie bei Hirtscheid und Nistertal linksseitig den Enspeler Bach auf. Von dort fließt sie kurz in nördliche, dann wieder in nordwestliche Richtung, und nimmt bei Unnau–Korb rechtsseitig den Bölsbach und den Wäschbach auf.
Nachdem sie ein Stück weiter durch ein offenes Wiesental geflossen ist, und knapp südlich am Forsthaus Nister vorbeigeflossen ist, passiert sie die Stadt Hachenburg, und die Ortschaft Nister nördlich bzw. südlich. Dabei unterquert sie zweimal die Nistertalstraße. Nachdem sie Hachenburg hinter sich gelassen hat, fließt sie in ein romantisches Tal und passiert Marienstatt, welches im Naherholungsgebiet Kroppacher Schweiz liegt. Dort unterquert sie die bekannte Nisterbrücke aus Stein. Ein paar hundert Meter weiter unterhalb ist sie durch ein Wehr ein Stück aufgestaut, um den Grundwasserspiegel in Marienstatt konstant zu halten.
Nach dem Wehr macht sie auch eine große Schleife um den Burgberg, auf dem das Kulturdenkmal Vroneck (die Reste der Burg Vroneck) steht. Danach windet sie sich in vielen Schleifen durch das Tal – teils Wald, teils Wiesental, und nimmt immer wieder kleine Rinnsale auf. Sie fließt durch das Naherholungsgebiet Kroppacher Schweiz weiter in Richtung Nordwesten und passiert Astert nördlich. Danach passiert sie Heuzert (auch nördlich), bis sie schließlich nach Heimborn gelangt, wo sie rechtsseitig am sogenannten „Deutschen Eck des Westerwaldes“ die ca. 24 Kilometer lange Kleine Nister aufnimmt.
Von dort fließt sie weiter Richtung Nordwesten und passiert z. B. Ortschaften wie Stein-Wingert und Idelberg. Nun fließt sie noch ein paar Kilometer auf der Grenze zwischen dem Stadtgebiet von Hamm und Wissen und passiert die Ortschaft Helmeroth, wo sie rechtsseitig den Burbachseifen aufnimmt. Eine Zeit lang fließt sie nun immer parallel zur Nistertalstraße (teils rechts, teils links der Straße).

### Mündung
Schließlich mündet die Nister nach einer Fließstrecke von ca. 64 Kilometern, nach Unterquerung der B 62 zwischen Etzbach und Wissen-Nisterbrück linksseitig, auf einer Höhe von 141 m ü. NHN in den 155,2 Kilometer langen Fluss Sieg.

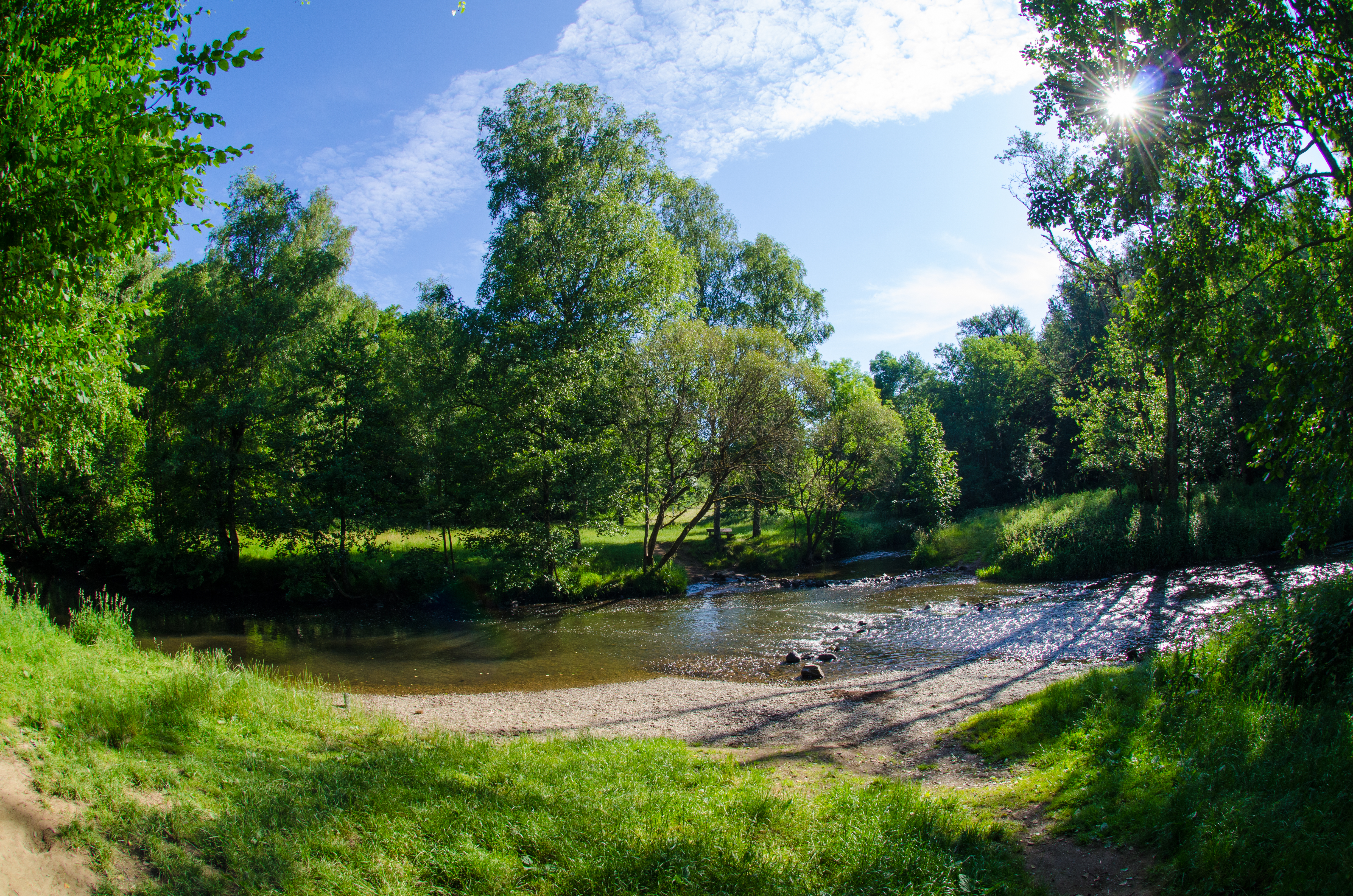
Deutsches Eck bei Heimborn
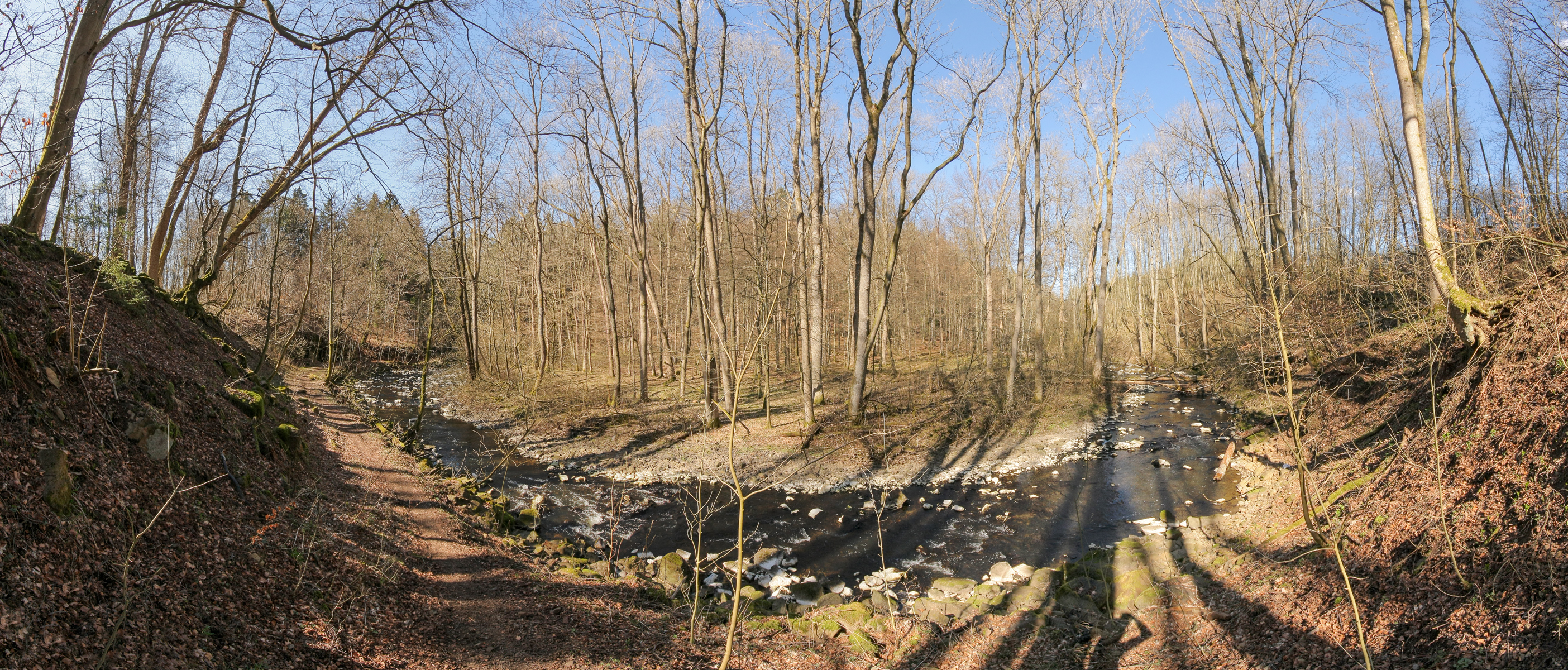
Das Tal der Nister nahe Höhn
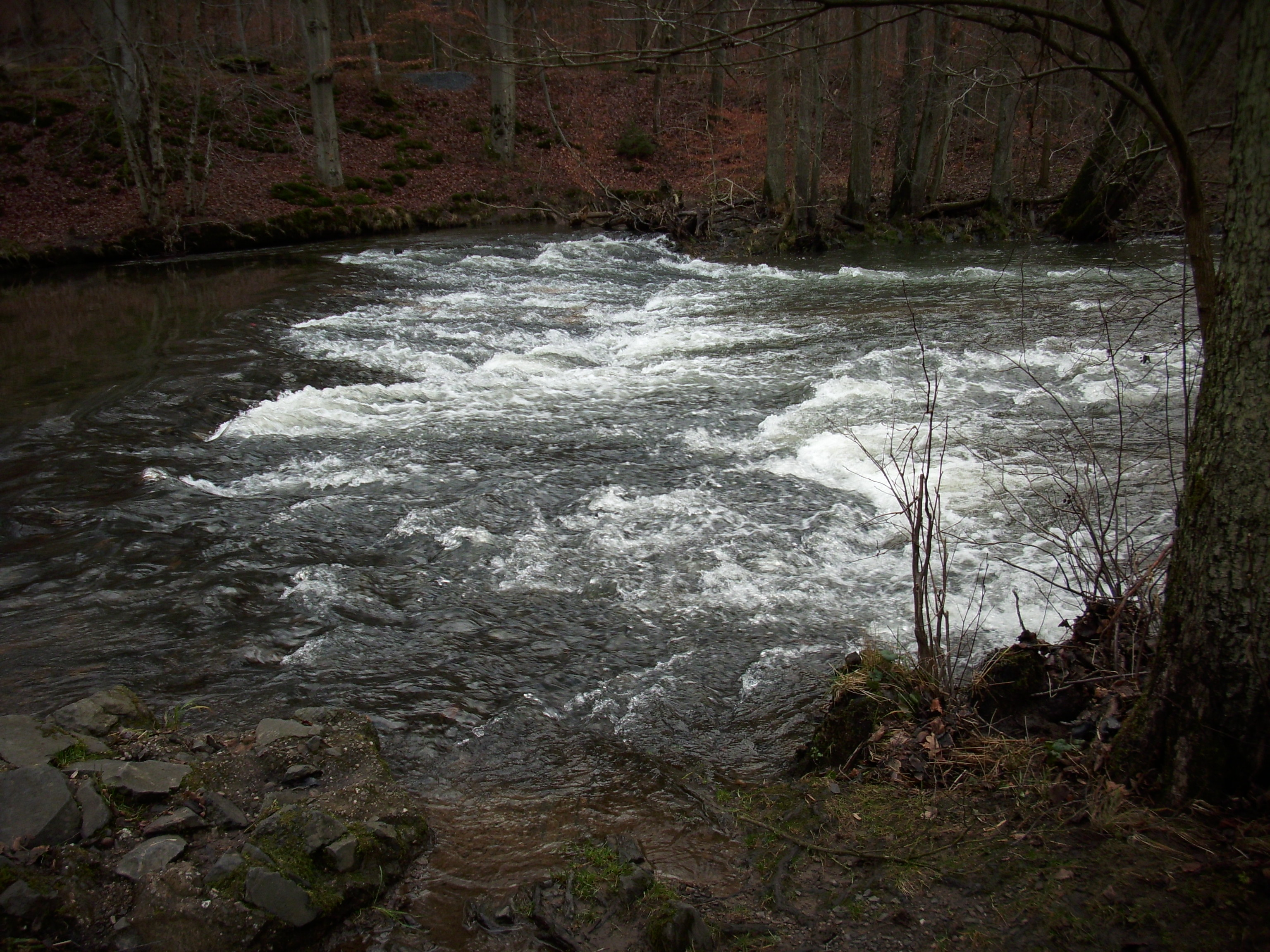
Die Nister bei der Abtei Marienstatt

### Einzugsgebiet und Zuflüsse
Das Einzugsgebiet der Nister ist 246 km² groß. Höchster Berg im Einzugsgebiet ist die Fuchskaute mit 657 m ü. NHN.
| Name                         | GKZ        | Lage   | Länge in km | EZG in km² | Mündung                   | Quelle               | Bemerkungen          |
| ---------------------------- | ---------- | ------ | ----------- | ---------- | ------------------------- | -------------------- | -------------------- |
| Bach aus dem Wehrholz        | 2724-12    | links0 | 002,5910    | 0002,4450  | Nister-Möhrendorf         | nördlich Homberg     |                      |
| Breitenbach                  | 2724-14    | links0 | 002,9750    | 0003,5720  | Emmerichenhain            | Homberg              | Breitenbachtalsperre |
| Finkelbach                   | 2724-16    | rechts | 000,8510    | 0001,4460  | Neustadt                  | Zehnhausen           |                      |
| Salzburger Bach              | 2724-20    | rechts | 003,9000    | 0006,6680  | Neustadt                  | Salzburg             | auch Ortsbach        |
| Löhbach                      | 2724-312   | rechts | 001,0390    | 0002,0620  | Fehl-Ritzhausen           | Fehl-Ritzhausen      |                      |
| Hundsburgbach                | 2724-32    | rechts | 001,7710    | 0002,2650  | Fehl-Ritzhausen           | Stockhausen-Illfurth |                      |
| Albertsbach                  | 2724-392   | rechts | 000,4030    | 0000,2710  | Großseifen                | Großseifen           |                      |
| Gewässer aus dem Hohbruch    | 2724-394   | rechts | 000,2420    | 0000,2010  |                           |                      |                      |
| Schwarze Nister              | 2724-4     | rechts | 012,4540    | 0024,5720  | Bad Marienberg-Langenbach | Stegskopf            |                      |
| Zinhainer Bach               | 2724-512   | rechts | 001,2610    | 0000,6460  | Langenbach                | Zinhain              |                      |
| Urlesheckbach                | 2724-514   | rechts | 001,0430    | 0000,6810  | Hardt                     | Hardt                |                      |
| Weisensteinbach              | 2724-516   | links0 | 000,6300    | 0000,1920  | Hardt                     | Hardt                |                      |
| Alter Dreisbach              | 2724-52    | links0 | 002,5610    | 0002,3990  | Hardtermühle              | Dreisbach            |                      |
| Stammsbruchbach              | 2724-592   | links0 | 000,5140    | 0001,2200  | Erbach                    |                      |                      |
| Enspelerbach                 | 2724-6     | links0 | 009,0000    | 0020,5340  | Alpenrod-Hirtscheid       | Kramerberg           | auch Hornnister      |
| Erlenwiesflüsschen           | 2724-712   | rechts | 000,6210    | 0000,2220  |                           |                      |                      |
| Bölsbach                     | 2724-714   | rechts | 002,3710    | 0004,5650  | Korb                      | Unnau                |                      |
| Wäschbach                    | 2724-72    | rechts | 004,1010    | 0006,8640  | Korb                      | Kirburg              |                      |
| Hirzbach                     | 2724-792   | links0 | 005,5890    | 0005,7370  |                           | Alpenrod             |                      |
| Rohseifen                    | 2724-7932  | rechts | 002,8010    | 0002,3210  |                           | Norken               |                      |
| Waldbach                     | 2724-79352 | links0 | 000,6230    | 0000,3430  |                           |                      |                      |
| Hammermühlbach               | 2724-7936  | rechts | 002,1310    | 0001,0820  | Nister                    |                      |                      |
| Hachenburger Bach            | 2724-7938  | links0 | 001,9510    | 0001,9010  |                           | Hachenburg           |                      |
| Mühlengraben                 | 2724-79394 | rechts | 001,4100    | 0000,9280  | Marienstatt               |                      |                      |
| Qualbach                     | 2724-794   | links0 | 001,5670    | 0001,9220  | Astert                    | Müschenbach          |                      |
| Marzhauser Bach              | 2724-796   | links0 | 001,7340    | 0000,8960  |                           | Marzhausen           |                      |
| Kroppach                     | 2724-798   | links0 | 002,0200    | 0004,5520  | Heuzert                   | Kroppach             |                      |
| Kleine Nister                | 2724-8     | rechts | 024,5650    | 0063,4730  | Heimborn                  | Stegskopf            |                      |
| Mörsbach                     | 2724-92    | rechts | 002,3560    | 0002,5440  | Ehrlich                   | Mörsbach             |                      |
| Wiesenquelle                 | 2724-932   | links0 | 000,9430    | 0001,0620  |                           |                      |                      |
| Petersbach                   | 2724-94    | links0 | 002,2630    | 0002,3020  | Idelberg                  |                      |                      |
| Mühlgraben                   | 2724-9512  | rechts | 000,4640    | 0000,0460  | Stein-Wingert             | Stein-Wingert        |                      |
| Idelbergbach                 | 2724-95192 | links0 | 001,0410    | 0000,4820  | Idelberg                  | Idelberg             |                      |
| Kohlborn                     | 2724-952   | links0 | 000,6050    | 0000,5420  |                           |                      |                      |
| Ahlhausener Mühlgraben       | 2724-9532  | rechts | 001,9190    | 0000,2420  | Ahlhausen                 |                      |                      |
| Flögertgraben                | 2724-9574  | links0 | 001,2830    | 0000,2340  | Flögert                   |                      |                      |
| Wiesengraben                 | 2724-9576  | rechts | 000,7210    | 0000,2330  |                           |                      |                      |
| Burbachsseifen               | 2724-958   | rechts | 001,6740    | 0001,3660  | Helmeroth                 |                      |                      |
| Bach an der Schönen Aussicht | 2724-9592  | rechts | 000,7610    | 0000,4580  |                           |                      |                      |
| Hardtbach                    | 2724-9594  | rechts | 000,3270    | 0000,4910  |                           |                      |                      |
| Bach vom Nisterberg          | 2724-9596  | rechts | 000,6170    | 0000,4580  |                           |                      |                      |
| Mathildengraben              | 2724-9598  | links0 | 000,8510    | 0000,2330  | Langenbach                |                      |                      |
| Langenbach                   | 2724-96    | links0 | 002,2220    | 0001,3130  | Langenbach                |                      |                      |
| Nisterberger Bach            | 2724-98    | rechts | 002,5540    | 0002,0980  | Thal                      | Glatteneichen        |                      |

Anmerkungen zur Tabelle
1. ↑  Gewässerkennzahl, in Deutschland die amtliche Fließgewässerkennziffer mit zur besseren Lesbarkeit eingefügtem Trenner hinter dem Präfix, das einheitlich für den allen gemeinsamen Vorfluter Nister steht.

## Auensedimente
Die Auelehme der Nister haben sich zum größten Teil erst seit dem Hochmittelalter gebildet. Zuvor war die Aue der Nister deshalb fast ausschließlich mit Kiesen und großen Geröllen bedeckt.
Der Marienwanderweg entlang der Nister verbindet die Abtei Marienstatt mit dem ehemaligen Kloster Marienthal in Seelbach bei Hamm an der Sieg.

## Erbacher Brücke

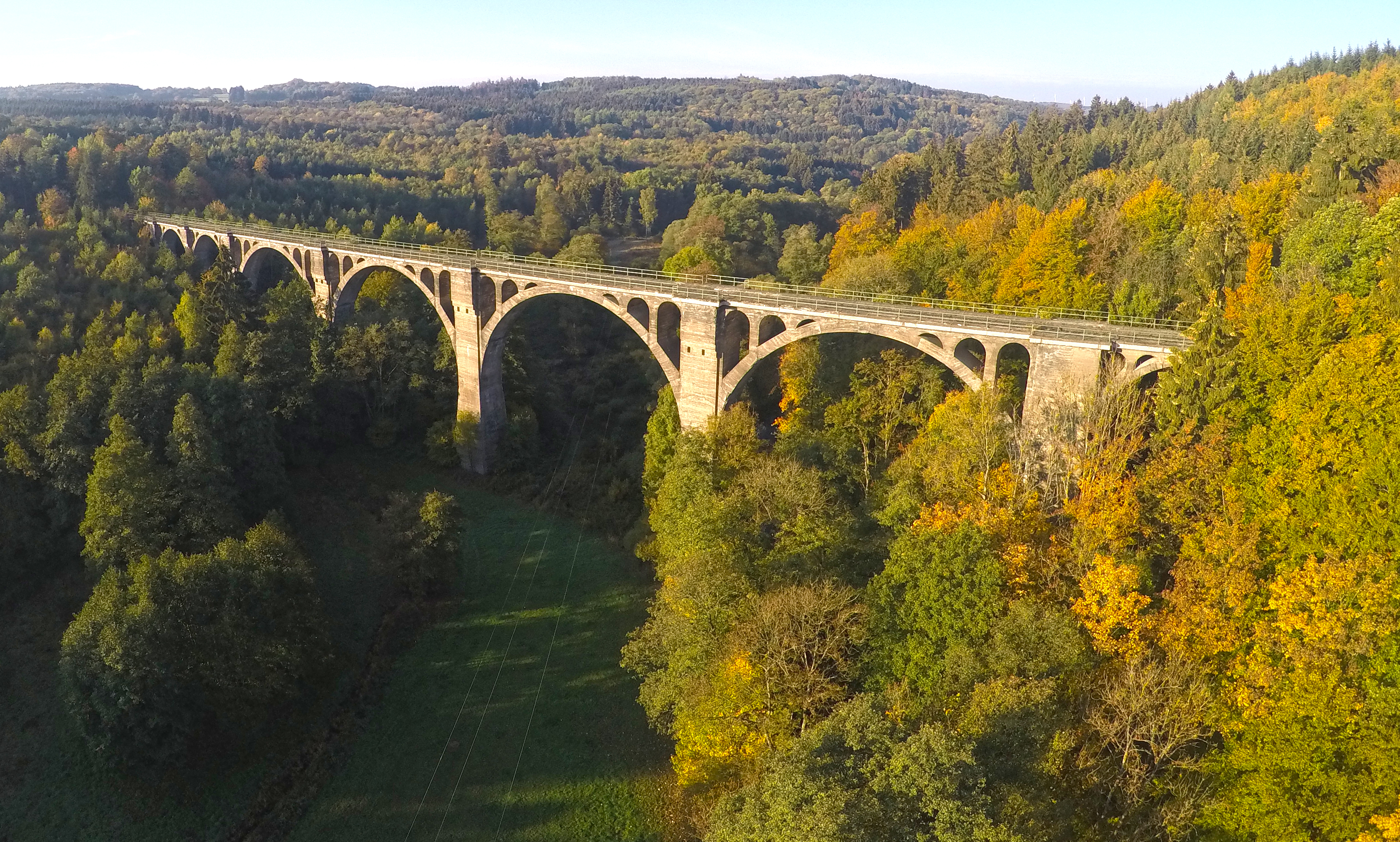
Erbacher Brücke (Herbst 2018)

Über die „Erbacher Brücke“ (auch Nistertal-Viadukt) führte die zwischen 1971 und 1996 stillgelegte Bahnstrecke Erbach–Fehl-Ritzhausen. Die Brücke liegt in den Gemarkungen der Gemeinden Dreisbach und Hardt. Benannt ist sie nach der damals selbständigen Gemeinde Erbach, die heute ein Ortsteil von Nistertal ist. Die Brücke wird mundartlich auch „Gruuß Bröck“ oder „Huhe Bröck“ genannt. Bei der Eröffnung am 31. August 1911 war sie mit etwa 300 m Länge und fast 40 m Höhe die größte Betonbrücke Deutschlands ohne Stahlarmierung und galt als Wunderwerk der Technik. Sie kann zu Fuß oder auf dem Rad überquert werden und ist stilisiert auf dem Wappen von Dreisbach dargestellt.